# جمعية الكيمياء الأرضية
جمعية الكيمياء الأرضية هي جمعية علمية دولية غير ربحية تأسست بغرض تشجيع استخدام الكيمياء في حل المشكلات المرتبطة بعلمي الجيولوجيا وعلم الكون. تقع مكاتبها في قسم علوم الأرض وعلوم الكواكب في جامعة واشنطن في سانت لويس، ميسوري.

## الارتباطات
ترتبط جمعية الكيمياء الأرضية بكل من الجمعية الأمريكية للتقدم في العلوم والاتحاد الدولي للعلوم الجيولوجية

## النظام والاجتماعات
يدير جمعية الكيمياء الأرضية مجلس إدارة يعقد اجتماعاته بصفة سنوية على هامش مؤتمر ف.م. جولدسميث. وقد انعقد اجتماع الجمعية في عام 2008 على هامش مؤتمر ف.م. جولدسميث الثامن عشر الذي كان منعقدًا في الفترة من 13 إلى 18 يوليو عام 2008 في جامعة كولومبيا البريطانية، في فانكوفر، كندا. تشارك الجمعية في رعاية المؤتمر جنبًا إلى جنب مع الجمعية الأوروبية للكيمياء الأرضية.

## العضوية
تضم جمعية الكيمياء الأرضية ما يزيد عن 3000 عضو من مختلف دول العالم. معظم أعضائها من الطلاب والباحثين وهيئات التدريس في المجالات العلمية ذات الصلة بالكيمياء الأرضية، على الرغم من أن عضوية الجمعية مفتوحة أمام أي مهتم بهذا العلم. فترة العضوية سنة تقويمية وتكاليف العضوية 30 دولارًا أمريكيًا للمهنيين، و10 دولارات أمريكية للطلاب و12 دولارًا لكبار العلماء. تشمل العضوية اشتراكًا في مجلة إليمينتس ماجازين وخصومات على مطبوعات جمعية الكيمياء الأرضية ومطبوعات الجمعية الأمريكية للمعادن وخصومات على التسجيل لحضور المؤتمرات في مؤتمر جولدسميث، ومؤتمر AGU لفصل الربيع وفصل الخريف ومؤتمر GSA السنوي.

## الإصدارات
تقوم جمعية الكيمياء الأرضية بنشر والمشاركة في نشر وتوفير الرعاية لما يلي:
- Geochimica et Cosmochimica Acta (GCA) - 24 عددًا سنويًا
- Geochemistry Geophysics Geosystems (G-cubed) - نشرة إلكترونية
- إليمنتس: مجلة عالمية تضم أبحاثًا تتعلق بعلوم المعادن والكيمياء الجيولوجية وعلم الصخور - 6 أعداد سنويًا
- أخبار علم الكيمياء الأرضية - 4 أعداد سنويًا عبر الإنترنت
- سلسة من المطبوعات الخاصة - في أوقات عديدة
- مراجعات نقدية في علمي المعادن والكيمياء الأرضية (RiMG) - مجلدات

## الجوائز
تمنح جمعية الكيمياء الأرضية الجوائز التالية:
- جائزة ف. م. جولدسميث - للإنجازات البارزة في علمي الكيمياء الأرضية والكيمياء الكونية.
- وسام ف. و. كلارك - للعلماء في بداية حياتهم المهنية لإسهاماتهم البارزة الفريدة في علمي الكيمياء الأرضية والكيمياء الكونية.
- وسام سي. سي. باترسون - لإحداث طفرة إبداعية جديدة ذات أهمية كبيرة في مجال الكيمياء الأرضية البيئية.
- وسام ألفريد ترايبس - يمنح قسم الكيمياء الأرضية العضوية (OGD) التابع لجمعية الكيمياء الأرضية هذا الوسام للإنجازات البارزة خلال فترة زمنية تقدر بالسنين في مجال الكيمياء الأرضية العضوية.
- وسام أفضل ورقة بحثية من قسم الكيمياء الأرضية العضوية (OGD) - يمنح قسم الكيمياء الأرضية العضوية (OGD) التابع لجمعية الكيمياء الأرضية هذا الوسام لمؤلفي الأوراق البحثية المنشورة خلال العام الماضي والتي تحوي إسهامات كبيرة في مجال الكيمياء الأرضية العضوية.
- جائزة زملاء الكيمياء الأرضية - يتم منحها سنويًا من خلال جمعية الكيمياء الأرضية والجمعية الأوروبية للكيمياء الأرضية للعلماء البارزين الذين قدموا إسهامات كبيرة خلال عدة سنوات لحقل الكيمياء الأرضية.
- جائزة الخدمات المتميزة - تمثل تقديرًا وتوثيقًا للخدمات البارزة التي يتم تقديمها لصالح جمعية الكيمياء الأرضية و/أو مجتمع علماء الكيمياء الأرضية التي تتخطى التوقعات العادية للخدمة التطوعية بشكل بارز.

## وصلات خارجية
- الصفحة الرئيسية لموقع جمعية الكيمياء الأرضية

‌